# Unió Esportiva La Jonquera
La Unió Esportiva La Jonquera és un club de futbol del poble de La Jonquera, a l'Alt Empordà. Actualment, el primer equip juga a Segona catalana, grup 1A. S'entrena al camp municipal de les Forques. Té 12 equips de futbol de base.

## Història
Fou fundat l'any 1922 amb el nom de Football Club la Jonquera, i tingué una trajectòria intermitent fins a la Guerra Civil. Durant els anys quaranta fou refundat amb el nom actual. Aleshores disputava el campionat amateur. A partir dels anys noranta passà a categoria territorial.
En l'edició de 2011-12 es proclamà campió de Segona Catalana i ascendí a Primera Catalana.
En l'edició 2015-16 pujà a Tercera Divisió per primer cop a la seva història.
La temporada 2016-17, l'equip queda classificat 15e de 3a divisió, però baixà a 1era catalana, a causa als descensos compensats.